# Unité urbaine de Roche-lez-Beaupré
L'unité urbaine de Roche-lez-Beaupré est une unité urbaine française centrée sur la ville de Roche-lez-Beaupré dans le département du Doubs et la région Bourgogne-Franche-Comté.

## Données globales
En 2010, selon l'Insee, l'unité urbaine de Roche-lez-Beaupré est composée de trois communes, toutes situées dans le département du Doubs, plus précisément dans l'arrondissement de Besançon.
En 2022, avec 4 335 habitants, elle constitue la onzième agglomération la plus peuplée du département du Doubs.
L'unité urbaine de Roche-lez-Beaupré est incluse dans la couronne périurbaine de l'aire d'attraction de Besançon.

## Délimitation de l'unité urbaine de 2010
L'Insee a procédé à une révision de la délimitation de l'unité urbaine de Roche-lez-Beaupré en 2020 qui est ainsi composée de trois communes urbaines :
| Nom                              | Code Insee | Département | Statut       | Superficie (km2) | Population (dernière pop. légale) | Densité (hab./km2) | Modifier                                    |
| -------------------------------- | ---------- | ----------- | ------------ | ---------------- | --------------------------------- | ------------------ | ------------------------------------------- |
| Roche-lez-Beaupré (ville-centre) | 25495      | Doubs       | ville-centre | 5,63             | 2 185 (2022)                      | 388                | modifier les données · modifier les données |
| Novillars                        | 25429      | Doubs       | ville-centre | 2,02             | 1 345 (2022)                      | 666                | modifier les données · modifier les données |
| Vaire                            | 25575      | Doubs       | banlieue     | 14,04            | 805 (2022)                        | 57                 | modifier les données · modifier les données |

## Évolution démographique
L'unité urbaine de Roche-lez-Beaupré se caractérise par une croissance démographique constante depuis 1968.
| 1968  | 1975  | 1982  | 1990  | 1999  | 2010  | 2015  | 2021  |
| ----- | ----- | ----- | ----- | ----- | ----- | ----- | ----- |
| 2 379 | 3 756 | 3 869 | 3 924 | 4 271 | 4 314 | 4 374 | 4 406 |

Histogramme

(élaboration graphique par Wikipédia)

## Sources
1. ↑  Évolution démographique de l'unité urbaine de Roche-lez-Beaupré entre 1968 et 2015